# Real-time Transport Protocol
Real-time Transport Protocol (RTP) – protokół transmisji w czasie rzeczywistym. Pakiet protokołu RTP zawiera informację o typie przesyłanych danych, numer sekwencyjny oraz znacznik czasu. RTP nie gwarantuje jakości usługi (quality of service).
Protokół RTP najczęściej używa User Datagram Protocol (UDP) jako protokołu warstwy transportowej. Żeby zagwarantować QoS, RTP jest używany razem z innymi protokołami jak Real Time Streaming Protocol (RTSP), Session Initiation Protocol (SIP), H.323, Resource Reservation Protocol (RSVP), które służą do ustalenia połączenia, zanim dane będą mogły być przesłane za pomocą RTP.
RTP jest używane w telefonii internetowej (VoIP: Voice over IP) oraz w telekonferencjach.